# Лей-лінії

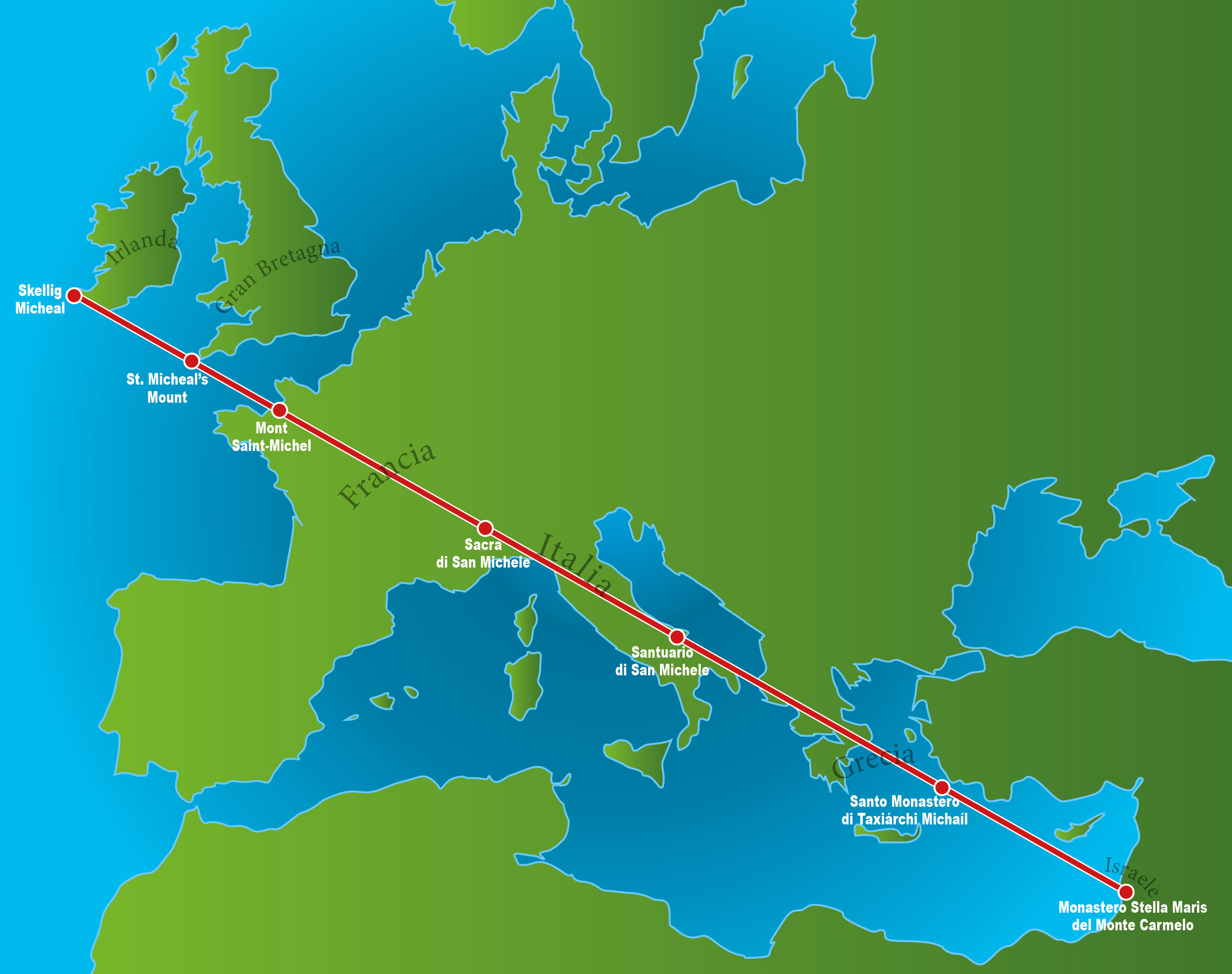
Уявна лінія («Лінія святого Михаїла»), якою можна з'єднати великі монастирі Європи та Єрусалим

Лінії лей, частіше лей-лінії (англ. ley lines), також «світові лінії» (фр. lignes du monde) — псевдонаукове поняття, невидимі лінії, вздовж яких нібито розташовані місця, що представляють географічний та історичний інтерес.
Їх існування в Англії, як і назва, були запропоновані в 1921 році англійським археологом-аматором Альфредом Воткінсом. Докладно про лей-лінії він написав у книзі «Стародавній прямий шлях» («The Old Straight Track», 1925). Воткінс припустив, що ці лінії були створені для зручності сухопутного переміщення і навігації в часи неоліту і існували протягом тисячоліть. Але його послідовники надали лей-лініям містичного значення, приписуючи їм передачу загадкових енергій, що ріднить концепцію з китайським вченням феншуй.
Академічна спільнота пояснює лей-лінії як уявні, і прояви апофенії.

## Історія

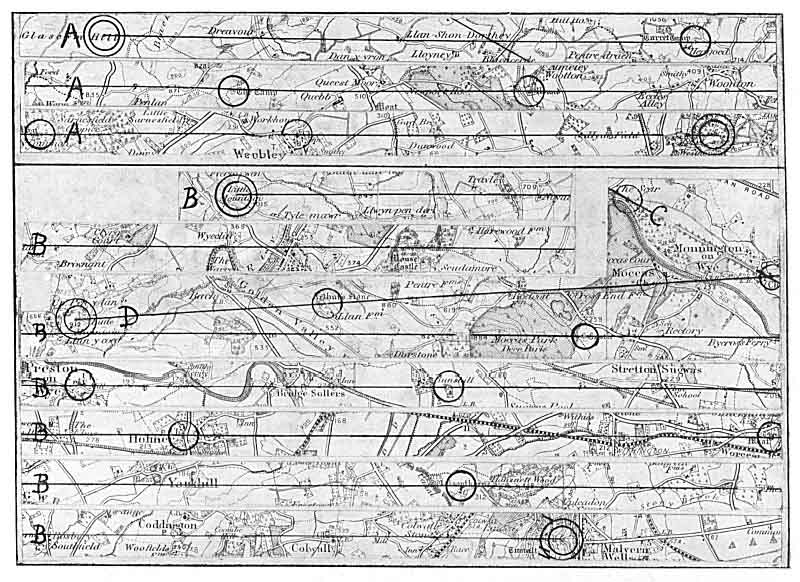
Карти Альфреда Воткінса

Поняття «лінії лей» зазвичай приписується Альфреду Воткінсу (1855—1935), хоча стимули і передумови для концепції були запропоновані в 1846 році преподобним Едвардом Дюком, який зауважив, що деякі доісторичні пам'ятники та середньовічні церкви формують лінії. У 1909 році Вільгельм Теудт стверджував про наявність ліній, які з'єднують різні місця, але припустив, що вони мали релігійну та астрономічну функцію. У Німеччині цю ідею (Heilige Linien, «святі ряди») прийняли деякі прихильники нацизму.
У 1921 році Воткінс припустив, що давні люди будували свої пам'ятки зумисне вздовж уявних ліній для зручності навігації. Він назвав ці лінії «leys» або «ley lines» за англосаксонським словом ley, що означає «галявина». За здогадкою, лінії спершу позначалися видними здалеку вогнищами, потім виникли проміжні орієнтири; а на перетині ліній розміщували ринки, кургани, святині. Далі Воткінс зазначив, що багато церков в Англії можна з'єднати прямими лініями, і пояснив це тим, що після запровадження християнства церкви будувалися на місцях каменів, які позначали лей-лінії. Він здобув кількох послідовників, але критики відзначали, що лінії проходять перетятим ландшафтом і подорожувати вздовж них було б складно. Крім того, величезна кількість орієнтирів в англійському ландшафті, які спостерігав Воткінс, означала, що просто випадково проведена лінія на карті неминуче з'єднає декілька з них. У 1925 році Воткінс опублікував свої погляди в книзі «Стародавній прямий шлях» (англ. Old Straight Track). Книга зумовила певний інтерес до лей-ліній та надихнула ентузіастів на їх пошуки в 1920-1930-і роки.
Хоча археологи заперечували ідеї Воктінса, концепція лей-ліній пережила відродження в 1960-х роках, зі зростанням руху Нью-ейдж. Прихильники руху розширили ідею Вактінса на пам'ятки за межами Англії. Лей-лінії також стали розглядатися у зв'язку з НЛО, до яких теж зріс інтерес. Так, у книзі Еме Мішеля «Літаючі тарілки і таємниця прямої лінії» (англ. Flying Saucers and the Straight Line Mystery, 1958) стверджувалося, що літаючі тарілки літають по прямій лінії. Під впливом цієї книги колишній військовий пілот Тоні Ведд у своїй брошурі «Небесні шляхи та орієнтири» (англ. Skyways and Landmarks) стверджував, що літаючі тарілки слідували за лей-лініям, а самі лей-лінії — це залишені інопланетянами в давнину позначки, потім використані людьми. У 1965 році Філіп Геселтон і Джиммі Годдард заснували клуб шукачів лей-ліній і заснували журнал «Лей-мисливець» (англ. The Ley Hunter), який виходив до кінця 1990-х років.
У 1969 році Джон Мічелл опублікував книгу «Погляд на Атлантиду» (англ. The View Over Atlantis), де описав нібито лей-лінії передають загадкову енергію. Прихильники Нью-ейдж, ентузіасти-шукачі НЛО, сучасні язичники та дослідники паранормальних явищ, самозвані екстрасенси стали шукати лей-лінії та пам'ятки на них. З'явилася ідея про зв'язок лей-ліній з китайським вченням феншуй або що лей-лінії утворюють рівнобедрені трикутники. Серед відомих лей-ліній — «Лінія святого Михаїла», що нібито перетинає Скелліг-Майкл у Ірландії, низку великих монастирів, і гору Кармель в Ізраїлі.
Популярність теми лей-ліній зменшилася наприкінці 1980-х років, коли Том Вільямсон і Ліз Белламі з'ясували, що щільність археологічних пам'яток у британському ландшафті настільки велика, що будь-яка довга лінія перетне декілька з них.

## Критика

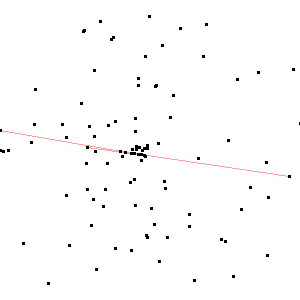
Частина хаотично розміщених точок, за їх достатньої кількості, лежатимуть на одній лінії

Критики ідеї про лей-лінії вказують, що сама думка про прямі лінії, які перетинають великі території хибна, бо ці лінії проводять на плоских картах, які є різними проєкціями кулястої поверхні Землі. Також шукачі лей-ліній не пояснюють якої ширини ці невидимі шляхи. Математик Мет Паркер показав, що лей-лінії не більше, ніж прояви бажання бачити систему в хаотичному розташуванні об'єктів. Так само лініями можна поз'єднувати сучасні супермаркети. Археолог Річард Аткінсон одного разу продемонстрував, що взявши розташування телефонних будок, можна помітити як деякі з них теж утворюють прямі лінії. Те, що люди можуть бачити лінії, не свідчить, що вони створені зумисне.
Фізик Лука Амендола зазначив, що у випадку «Лінії святого Михаїла» відхилення святинь від локсодроми, яка їх нібито з'єднує, складає від 14 до 42 км.
Як показують тести статистичної значущості, розміщення об'єктів на лей-лініях не частіше, ніж просто випадкових точок на випадкових прямих, як це описує, наприклад, стаття статистика Саймона Бродбента 1980 року.
Джон Бруно Гейр у передмові до видання «Early British Trackways Index» 2004 року відгукнувся, що Воткінс не надавав лей-лініям жодного надприродного значення і напевне був би розчарований деякими сучасними маргінальними поглядами на них. Воткінс вважав, що це були просто шляхи, які використовувалися для торгівлі чи церемоніальних цілей у доримський період, можливо, ще часів неоліту.

## У масовій культурі
Складовою світу настільної гри Pathfinder (2009) є лей-лінії, які переносять магічну енергію. Вздовж них відбуваються різні надприродні явища, а чаклування біля них сильніше.
Лей-лінії у відеогрі Genshin Impact (2020) — це мережа, якою циркулює енергія стихій.